# Irmgard von Meibom

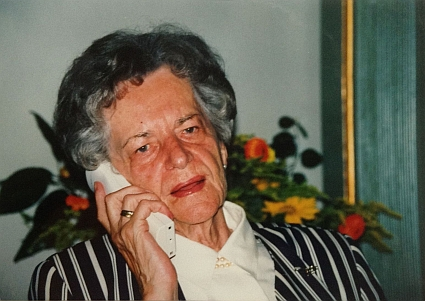
Irmgard von Meibom, 1998

Irmgard von Meibom (* 21. August 1916 in Mülheim an der Ruhr als Irmgard Stoltenhoff; † 25. April 2001 in Bonn) war ab 1953 bis zu ihrem Tode in bis zu zwanzig gesellschaftspolitischen Spitzenfunktionen und Ehrenämtern in den Bereichen der Frauenpolitik, Familienpolitik, Verbraucherpolitik und in kirchlichen Verbänden in der Bundesrepublik Deutschland tätig. Sie war Mitglied der CDU.

## Leben
Irmgard von Meibom stammt aus einem evangelischen Pfarrhaus. Ihr Vater Ernst Stoltenhoff war Mitglied der Bekennenden Kirche und bis 1948 als Generalsuperintendent der Rheinprovinz in einer bischofsähnlichen Funktion. Ihre Mutter Gertrud Stoltenhoff übernahm 1926 den Vorsitz der größten evangelischen Frauenorganisation, der Evangelischen Frauenhilfe in Deutschland. Die Tochter wuchs also in einer Familie auf, in der die öffentliche Tätigkeit selbstverständlich war. Nach dem Abitur absolvierte sie von 1936 bis 1938 eine Ausbildung zur Krankengymnastin und heiratete im Jahr 1940 während eines Kriegsurlaubs den Juristen Hanspeter von Meibom, der sich nach dem Krieg als Ministerialrat im Innenministerium in Bonn auf internationales Verfassungsrecht spezialisierte und maßgeblich an der Formulierung der Römischen Verträge mitwirkte. Seit der Geburt ihrer drei Kinder Hans-Dieter, Wolfgang und Barbara war sie nicht mehr berufstätig, beteiligte sich aber nach Kriegsende intensiv am demokratischen Neuanfang. Ihr besonderes Anliegen war, unterschiedliche Interessen und Gruppierungen in einer demokratischen Gesprächskultur zusammenzubringen und Frauen einen gleichberechtigten Zugang zur Gestaltung öffentlicher Angelegenheiten zu verschaffen. Von 1946 bis zu ihrem Tod engagierte sie sich ehrenamtlich für das Gemeinwohl. Als Spitzenmanagerin im intermediären Bereich zwischen Politik, Wirtschaft und Gesellschaft gehörte sie zur Elite der alten „Bonner Republik“. „Frauen machen über fünfzig Prozent der Weltbevölkerung aus und sie stellen ein weitgehend ungenutztes Potenzial an Erkenntnissen, Phantasie und kreativem Handeln dar. Frauen sind nicht die vollkommeneren Menschen, ihre Erfahrungswerte und Betrachtungsweisen aber sind vielfach von denen der Männer verschieden. Ganzheitliche Politik verlangt gleichberechtigte Partnerschaft, die es realistisch anzustreben gilt. Sie fängt im privaten Umfeld jedes Einzelnen an und setzt sich in alle Bereiche des öffentlichen Lebens – die Kirche einbezogen – fort“.

## Leistungen
Bekannt wurde Irmgard von Meibom als Vorsitzende des Deutschen Frauenrates – der Dachorganisation der Frauenverbände der Bundesrepublik – während des von den Vereinten Nationen ausgerufenen Internationalen Jahres der Frau und der ersten UN-Weltfrauenkonferenz in Mexiko im Jahr 1975. Sie setzte sich für die Herstellung von Chancengleichheit und Gestaltungsmöglichkeiten für Frauen auf allen Gebieten ein. Obwohl sie als Vertreterin der eher traditionellen Frauenverbände die radikalen Forderungen der autonomen Frauenbewegung ablehnte, begann sie eine fruchtbare Auseinandersetzung mit Feministinnen wie Alice Schwarzer. Die von ihr angestrebte Aktivierung und Stärkung der Frauen ist heute als „Gender-Mainstreaming-Ansatz“ und „Empowerment“ eine allgemein anerkannte politische Zielsetzung.
Der Ausgangspunkt für ihr Engagement war 1952 die Gründung eines Arbeitskreises im Rahmen des Deutsch-Evangelischen Frauenbundes (heute Deutscher Evangelischer Frauenbund) in Bonn, wo sie u. a. staatsbürgerliche Lehrgänge ins Leben rief. Von dort aus übernahm sie eine Funktion nach der anderen im hauswirtschaftlichen und verbraucherpolitischen Bereich. Sie wurde Bundesvorsitzende des Deutschen Evangelischen Frauenbundes, später des Dachverbandes der Evangelischen Frauenarbeit in Deutschland, von dort aus abgesandt in die Konferenz des Diakonischen Werkes der Evangelischen Kirche in Deutschland (EKD) – eine Art Parlament für den Sozialkonzern – und übernahm schließlich als erste Frau und Nichttheologin den Vorsitz der Konferenz Kirchlicher Werke und Verbände in der EKD (KKWV). 
Obwohl selbst keine begeisterte Hausfrau, setzte sie sich in verschiedenen hauswirtschaftlichen Verbänden engagiert dafür ein, dass Hausarbeit als eine werteschaffende und -erhaltende Tätigkeit und als volkswirtschaftlich ebenso wichtige Arbeit wie die bezahlte Arbeit anerkannt und entsprechend im Sozial-, Renten- und Steuerrecht berücksichtigt wird.
Irmgard von Meibom war an der Entwicklung der Verbraucherpolitik in Deutschland an der Grenze zwischen Hauswirtschaft und Volkswirtschaft entscheidend beteiligt. In Leitungsfunktionen der Arbeitsgemeinschaft der Verbraucherverbände, in verschiedenen Ausschüssen der Bundesministerien für Ernährung, Landwirtschaft und Wirtschaft und im Kuratorium der Stiftung Warentest setzte sie sich schon früh für Gesundheits-, Ernährungs- und Umweltfragen sowie einen sparsamen Umgang mit Energie und anderen Ressourcen ein. In der Vermittlung zwischen den widerstreitenden Interessen von Anbietern und Verbrauchern waren sowohl strikte politische Neutralität gefragt als auch ihre spezifische Mischung aus Souveränität, Toleranz, Verbindlichkeit und Humor. Sie galt allgemein als die „die große Dame der Verbraucherpolitik“. 1989 erhielt sie den Verdienstorden des Landes Nordrhein-Westfalen und 1997 das Große Bundesverdienstkreuz mit Stern.

## Ausgewählte Ämter und Funktionen
- 1953–1990: Vorsitzende der Arbeitsgemeinschaft Evangelischer Hausfrauen
- 1966–1981: Vorsitzende des Deutschen Evangelischen Frauenbundes
- 1964–1988: Vorsitzende der Arbeitsgemeinschaft Hauswirtschaft[3]
- 1972–1988: Vorsitzende des Kuratoriums der Stiftung Warentest[4]
- 1974–1990: Mitglied der Deutschen UNESCO-Kommission
- 1974–1976, 1978–1980: Vorsitzende des Deutschen Frauenrats
- 1976–1981: Vorsitzende der Arbeitsgemeinschaft der Verbraucherverbände
- 1983–1986: Vorsitzende der Konferenz Kirchlicher Werke und Verbände in der EKD

## Ehrenämter auf Lebenszeit
- Ehrenmitglied des Johanniter-Ordens
- Ehrenvorsitzende des Deutschen Evangelischen Frauenbundes
- Ehrenmitglied der Arbeitsgemeinschaft der Verbraucherverbände
- Ehrenpräsidentin der Evangelischen Aktionsgemeinschaft für Familienfragen
- Ehrenmitglied der Konferenz Kirchlicher Werke und Verbände
- Ehrenmitglied der Deutschen UNESCO-Kommission

## Publikationen
- Vortrag auf der Eröffnungsveranstaltung des Deutschen Frauenrates für das Internationale Jahr der Frau in Bonn, 9. Januar 1975, In: epd-Dokumentation, 3. Februar 1975.
- Bericht über die Ergebnisse der Weltfrauenkonferenz in Mexiko, In: „Informationen für die Frau“, Nr. 7/8, 1975.
- Glosse ‘Typisch FrauX‘, In: Korrespondenz – Die Frau, Nr. 2, 1975.
- Kirche und Frauen. In: Evangelische Verantwortung. Evangelischer Arbeitskreis der CDU/CSU, Berlin. Bd. 1985/86 (1985), S. 12.
- Wie in alten Kindheitsträumen. Sich loslassen in Bindung – ein lebenslanger Prozeß, In: Frauenleben, hrsg. von der Evangelischen Frauenarbeit in Deutschland e. V., Frankfurt a. M. 1985.
- Chancen und Grenzen der Verbraucherarbeit, In: Hartwig Piepenbrock. Conrad Schroeder (Hrsg.): Verbraucherpolitik kontrovers. Köln 1987
- Gegenwart und Zukunft von Frauenverbandsarbeit in der Demokratie. In: Frauen stimmen. Eine Bestandsaufnahme evangelischer Frauenarbeit. Für Hildegard Zumach. Radius-Verlag, Stuttgart 1992, S. 181–190. ISBN 3-87173-848-4
- Auch Verbraucher bestimmen die Zukunft – sie stellen Weichen. In: Deutscher Evangelischer Frauenbund e. V. (Hrsg.): Verantwortung für sich und andere übernehmen. 100 Jahre Deutscher Evangelischer Frauenbund e. V. In: Anhaltspunkte, Nr. 5. September/Oktober 1999.